# Gastronomia de la Ribagorça
La cuina de la Ribagorça tracta sobre el menjar i les begudes típics de la cuina ribagorçana.
La Ribagorça configura una massa de relleus muntanyencs interromput únicament pel riu Noguera Ribagorçana, que la divideix en l'Alta i Baixa Ribagorça. El clima és mediterrani interior, pel qual els productes alimentaris es basen en el xai, el bolet, el peix de riu i l'embotit. Comparteix gran part de la seua gastronomia amb el Pallars.
A continuació es detalla els elements més destacables de la gastronomia d'aquesta comarca:

## Freginat
Típic del Pallars Sobirà i la Ribagorça, el freginat és un plat fet a base de sang i fetge de xai amb una salsa agredolça amb mel.

## Mostillo
El mostillo són unes postres fetes amb una barreja de most, farina, mel i ametlles.

## Girella, embotits i trumfes
La girella és un embotit a base de xai, arròs i cansalada típica de tot el pirineu català que és documentat des del segle xv. S'empra en la cocció de la caldereta. A part de la Ribagorça, la Girella també adopta el nom de "gireta".
Graus és famós pels seus embotits i ha guanyat molts concursos per les seues llonganisses, un producte molt típic de la Ribagorça. També és seu del mercat de trumfes més important d'Aragó i Catalunya des de 1947.

## Coca
La coca és un producte artesanal típic de totes les comarques. A la Ribagorça la coca de llardons destaca.

## Formatges
Els formatges, com el Serrat i el Tupí, són de llet d'ovella. A Benavarri fabriquen dos formatges de cabra anomenats ‘'Servilleta i ‘'Romero del Pirineo. El primer és dur i el segon, cremòs. Un altre producte celebrat de Benavarri és el xocolate Francisco Brescó, produït al poble des de finals del segle xix.

## Altres plats típics
- muscle de xai[1]
- allioli de codony
- brossat
- escudella de carabassa
- col i trumfes amb suc de rosta[1]
- ous amb mel
- civet de porc senglar i d'isard[1]
- palpís
- Confitat de porc amb faves tendres.
- Carquinyolis[2]
- Torró[2]
- Mel[2]

## Begudes típiques
- Es comercialitza l'aigua mineral de la Ribagorça.[2]

## Ingredients bàsics
- Verdures: Patata (anomenada trumfa), col
- Fongs: bolets.[1]
- Aviram: Ànec, oca.
- Carn: Porc, xai.
- Peix: Truita de riu.
- Embotits: girella, xolís, secallona, botifarra traïdora (a base de llengua), farcit de carnaval (amb panses i ou dur).

## Fires gastronòmiques
La Festa de la Confraria de Sant Sebastià se celebra al gener i destaca la degustació de xai i girella.Al mes de maig Firagust degustació dels productes elaborats a la comarca. Al tercer diumenge d'octubre se celebra a Pont de Suert la Fira de la Girella i Velles Tradicions de la Muntanya. Igualment cada cap de setmana d'aquest mes es fan excursions i jornades gastronòmiques al voltant del bolet a l'Alta Ribagorça. També hi ha la Festa del Cep a Vilaller al principi de novembre.